# Восемь углов (Потсдам)

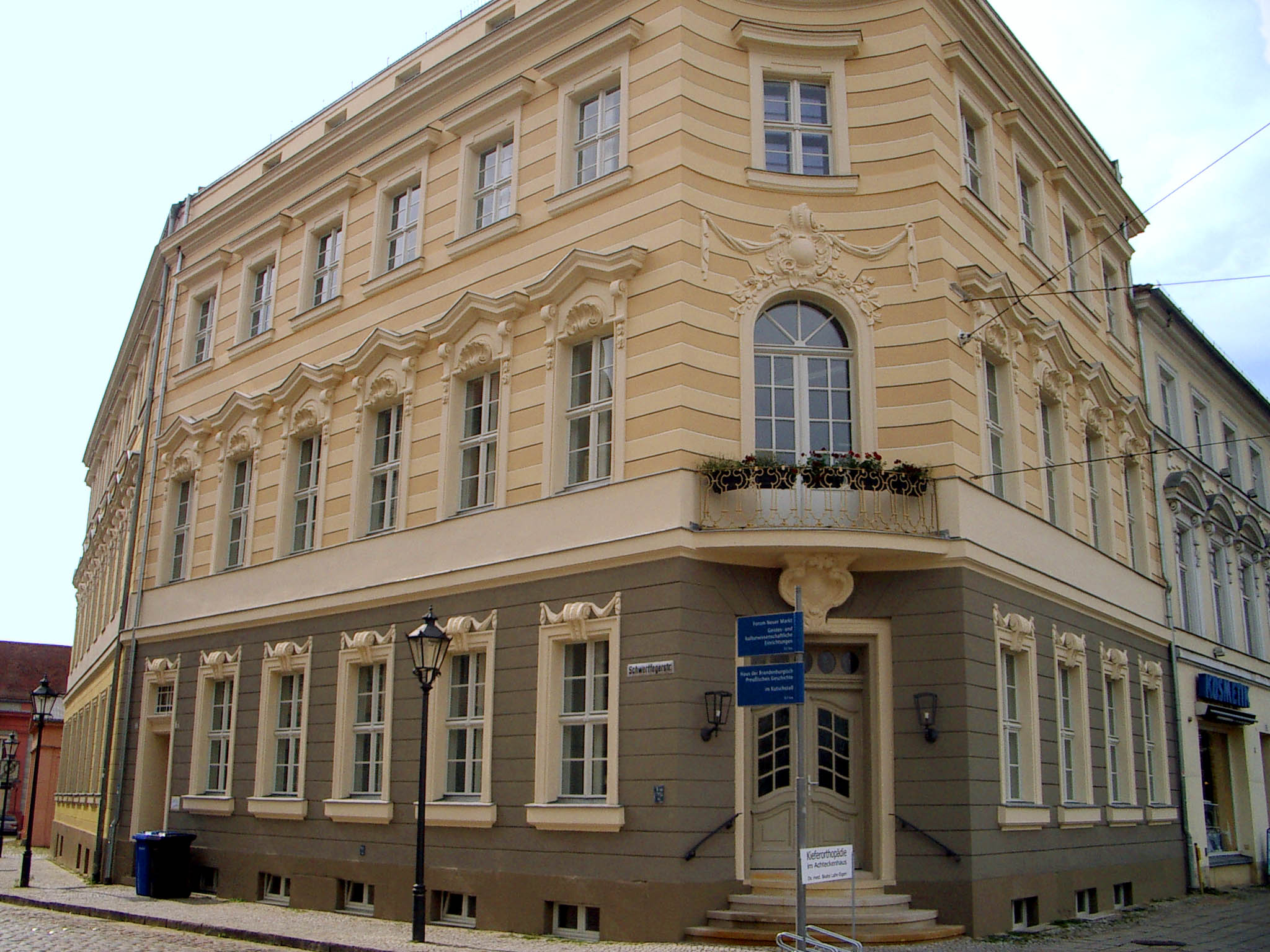
Последнее оставшееся здание

«Восемь углов» (нем. Acht Ecken) — жилые дома, построенные в Потсдаме в 1771—1773 гг. Карлом Гонтардом с типичными для того времени фасадами в стиле барокко. 
На пересечении улиц Швертфегерштрассе (нем. Schwertfegerstraße) и Фридрих-Эберт-Штрассе (нем. Friedrich-Ebert-Straße) первоначально стояли четыре дома с закруглёнными углами, а так как на перекрёсток выходило восемь углов, его стали называть «Восемь углов». Первая реставрация этих домов была проведена в 1956 г. Из четырёх домов до настоящего времени сохранился только один.